# Cal Mallol
Cal Mallol és un edifici del municipi d'Oliola (Noguera) inclosa a l'Inventari del Patrimoni Arquitectònic de Catalunya.

## Descripció
Es troba al sud de la carretera C-14, a un centenar de metres al sud de l'església de Sant Sebastià del Gos i a 1 km escàs a l'est del petit nucli d'El Gos (o Castellnou del Gos), al nord-oest del terme municipal.
Es tracta d'un casal de planta quadrada (de 14,5 m de costat), de tres pisos d'alçada i orientat amb la façana principal d'accés de cara al nord-oest i amb un cobert per a usos agrícoles adossat al sud-est. La teulada és a doble vessant amb el carener centrat des de la façana principal fins l'oposada. La façana principal, que afronta amb la carretera C-14, conté l'entrada, que consisteix en una porta d'arc rebaixat de dovelles, i la clau de volta té inscrita la data 1908. Les obertures de la planta baixa i del primer pis (amb un balcó amb la llosana motllurada) són d'arc de llinda de maons disposats a plec de llibre, mentre que les de la tercera, més petites, són d'arcs carpanells de maons també disposats a plec de llibre. El ràfec del mur capcer (de fet, els ràfecs de tots quatre costats), està ornamentat amb una curiosa distribució de teula i maons, en què els maons es disposen en vertical com si fossin mènsules que suporten les arcuacions dibuixades amb les teules.

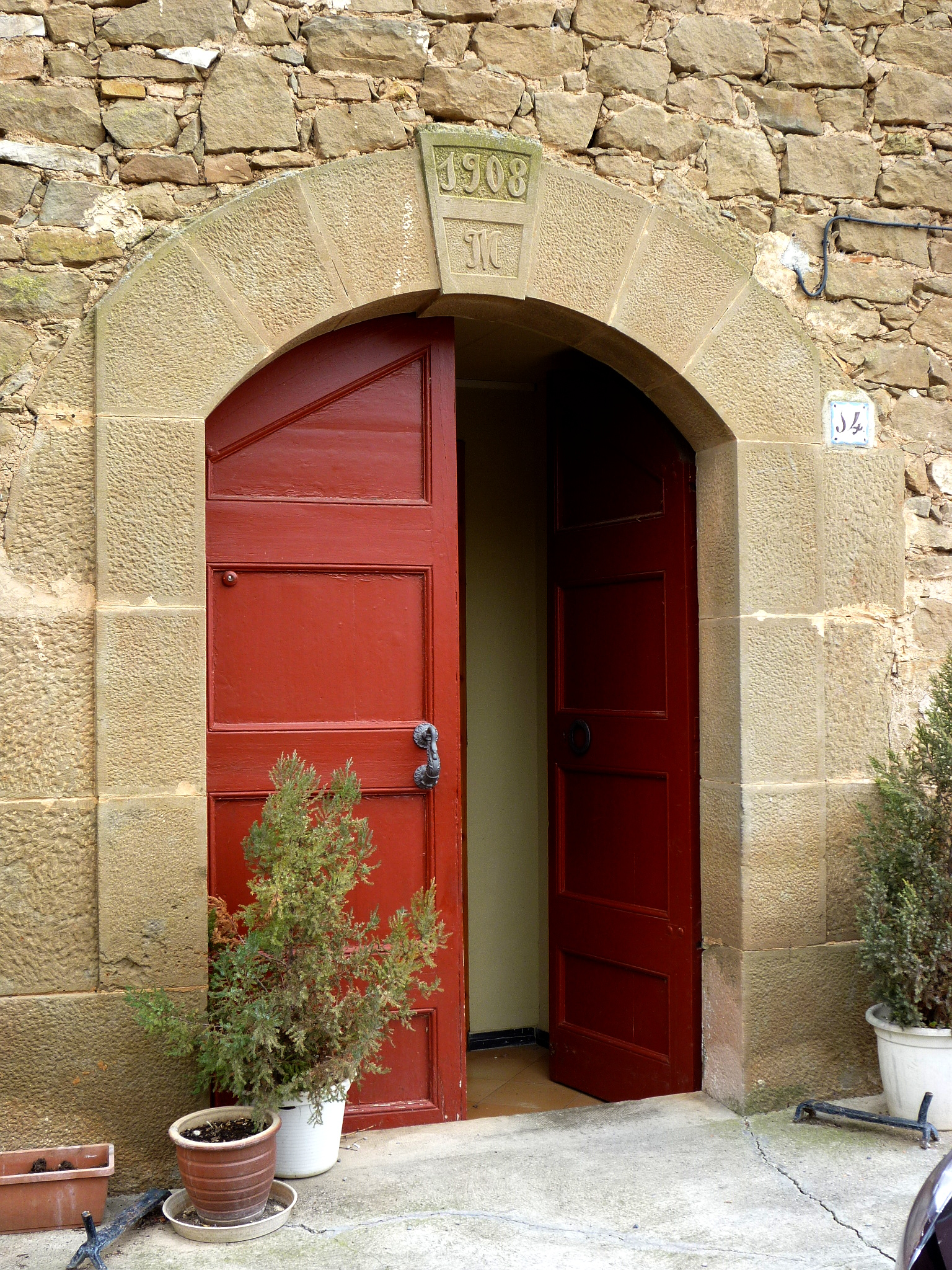
Portada

La façana que afronta al sud-oest té una distribució similar de les obertures, amb les de la planta baixa i primer pis d'arcs de llinda de maons a plec de llibre, emmarcats amb cadenes verticals de maó, i les de la tercera d'arcs carpanells.
A la façana posterior hi ha adossat el cobert agrícola fins l'alçada del segon pis, i al tercer hi ha una distribució simètrica de les obertures, amb finestres ogivals geminades (també realitzades amb maó a plec de llibre) flanquejades per finestres rectangulars.
Les garites de planta circular a cada cantonada del tercer pis estan construïdes en maó i guarden el mateix ràfec d'arcuacions de teula i maó que les façanes. Les seves úniques obertures són unes petites sageteres distribuïdes irregularment però que aconsegueixen atorgar al conjunt l'aspecte de masia fortificada.

## Història
De la lectura dels paraments constructius es dedueix que es tracta de l'ampliació, projectada el 1908 en estil historicista, d'una masia més antiga construïda amb un aparell molt irregular de carreuons de mides diverses lligats amb abundant morter de calç i amb arrebossat exterior de morter de calç i sorra. Aquest aparell s'observa en els dos primers pisos de l'angle nord, mentre que la resta, inclòs el tercer pis, estan fets amb un aparell de carreus desbastats disposats en filades més o menys horitzontals, sense arrebossar i, sobretot, amb totes les obertures, les cantonades i les curioses garites a cada cantonada del tercer pis, realitzades amb maó.